# Caligola (Camus)
Caligola è un'opera teatrale in 4 atti di Albert Camus. Elaborata inizialmente nel 1938 (il primo manoscritto data 1939), fu pubblicata nel maggio 1944 per l'Editore Gallimard, ma subì una revisione testuale profonda, fino alla versione definitiva del 1958.

## Tema
Assieme al romanzo Lo straniero e al saggio Il mito di Sisifo, entrambi del 1942, fa parte della cosiddetta trilogia dell'assurdo, nella quale Caligola rappresenta la lotta tra la coscienza individuale e la burocrazia politica e intellettuale, percorsa attraverso le vicende tragiche di un imperatore folle e crudele.
Testo incentrato sul delirio del potere, venne rappresentato per la prima volta a Parigi nel 1945, al Théâtre Hébertot con Gérard Philipe nei panni dell'imperatore romano.
Nella versione del 1941 acquistano rilievo i personaggi dello schiavo Elicone, liberato da Caligola, e del letterato Cherea, filosofo materialista che fa da antagonista allo stesso imperatore.

## Rappresentazioni
Del testo esiste una messa in scena del 2003, curata da Arnolfo Petri, particolarmente nota per essere stata interpretata, nel ruolo di Cesonia, dall'attrice pornografica Jessica Rizzo.